# Juan Trippe
Juan Terry Trippe (27. juni 1899 – 3. april 1981) var en amerikansk luftfartsentreprenør og pionér. Trippe var grundlægger af Pan American World Airways (PAN AM), et af de mest prominente luftfartsselskaber i midten af 1900-tallet.